# Solikamsk

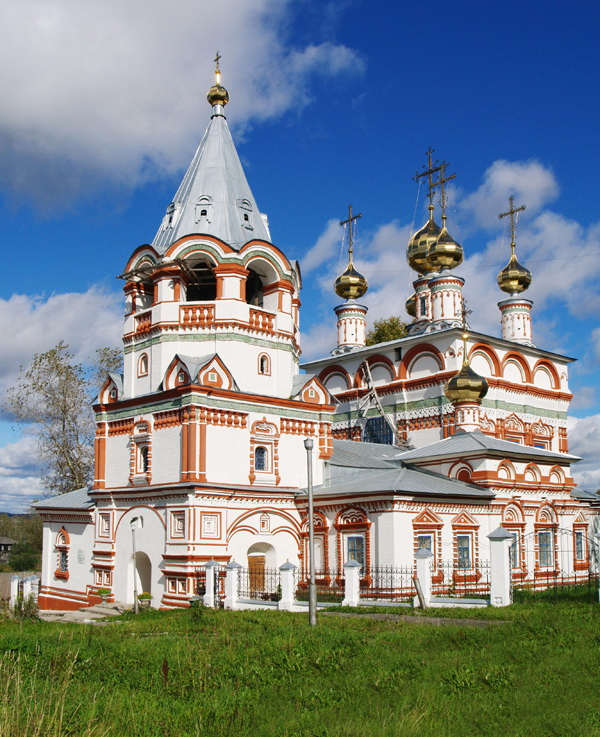
Kyrka i Solikamsk.

Solikamsk (ryska Соликамск) är den tredje största staden i Perm kraj i Ryssland. Folkmängden uppgick till 95 514 invånare i början av 2015.
Efter det svenska nederlaget vid Poltava 1709 tillfångatogs bl.a. 93 svenska officerare och fyra läkare. De fördes efter kapitulationen vid Perevolotjna till fångenskap i Solikamsk. Officerarna fördes främst till staden Solikamsk, medan de meniga spreds ut på olika platser i Ryssland. Även andra svenskar hade under dessa år förts till Solikamsk. Först 1722, sedan fred slutits i Nystad, kunde de sista 186 överlevande svenskarna i Solikamsk återvända till Sverige.

## Kända fångar
Löjtnant Anders Örbom (1675-1740), officer vid Jämtlands dragonregemente. Örbom tillfångatogs vid i Perevolotjna i Lillryssland 1 juli 1709. Han togs till Sibirien som krigsfånge jämte andra officerare som tillfångatogs i slaget vid Poltava. Han fick återvända hem 1721 eller 1722.